# ألين بارون
ألين بارون (بالإنجليزية: Allen Baron)‏ هو منتج أفلام وكاتب سيناريو ومخرج وممثل أمريكي، ولد في 14 أبريل 1927 في الولايات المتحدة.

## وصلات خارجية
- ألين بارون على موقع IMDb (الإنجليزية)
- ألين بارون على موقع ألو سيني (الفرنسية)
- ألين بارون على موقع أول موفي (الإنجليزية)
- ألين بارون على موقع قاعدة بيانات الأفلام السويدية (السويدية)
- ألين بارون على موقع قاعدة بيانات الفيلم (الإنجليزية)
- ألين بارون على موقع كينوبويسك (الروسية)